# WSB Be 4/8
De (A)Be 4/8 is een elektrisch treinstel met lagevloerdeel bestemd voor het regionaal personenvervoer van de Wynental en Suhrentalbahn (WSB) gelegen in het kanton Aargau. Sinds 2002 wordt de bedrijfsvoering uitgevoerd door AAR Bus + Bahn (AAR).

## Geschiedenis
De treinen werden bij Schweizerische Wagon- und Aufzugfabrik (SWS), SIG en Asea Brown Boveri (ABB) ontworpen en gebouwd ter vervanging van treinen van een ouder type namelijk BDe 4/4 en versterking van de BDe 8/8. De treinen die van BDWM Transport (BDWM) van de serie Be 4/8 werden overgenomen worden gebruikt om de bestaande treinen in samenstelling aan te passen. Hierbij wordt een deel van AAR Bus + Bahn gecombineerd met een deel van BDWM Transport.

## Constructie en techniek
Het treinstel is opgebouwd uit een stalen frame met lagevloerdeel. Deze treinen kunnen tot drie stuks gecombineerd rijden. De treinen worden na 2009 op het hoge deel met een 1e klas afdeling uitgerust en krijgen het type ABe 4/8.

## Treindiensten
De treinen worden door AAR Bus + Bahn (AAR) ingezet op het traject:
- Spoorlijn Aarau - Schöftland, Suhrentalbahn
- Spoorlijn Aarau - Menziken, Wynentalbahn

## Foto's

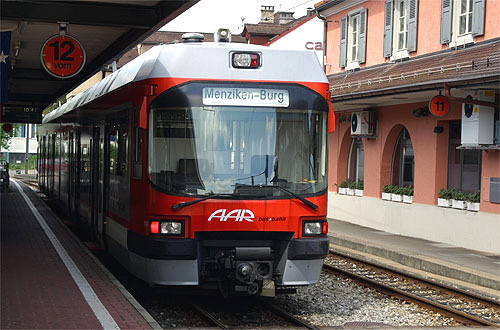
AAR Bus + Bahn treinstel op 6 juni 2004 te Aarau
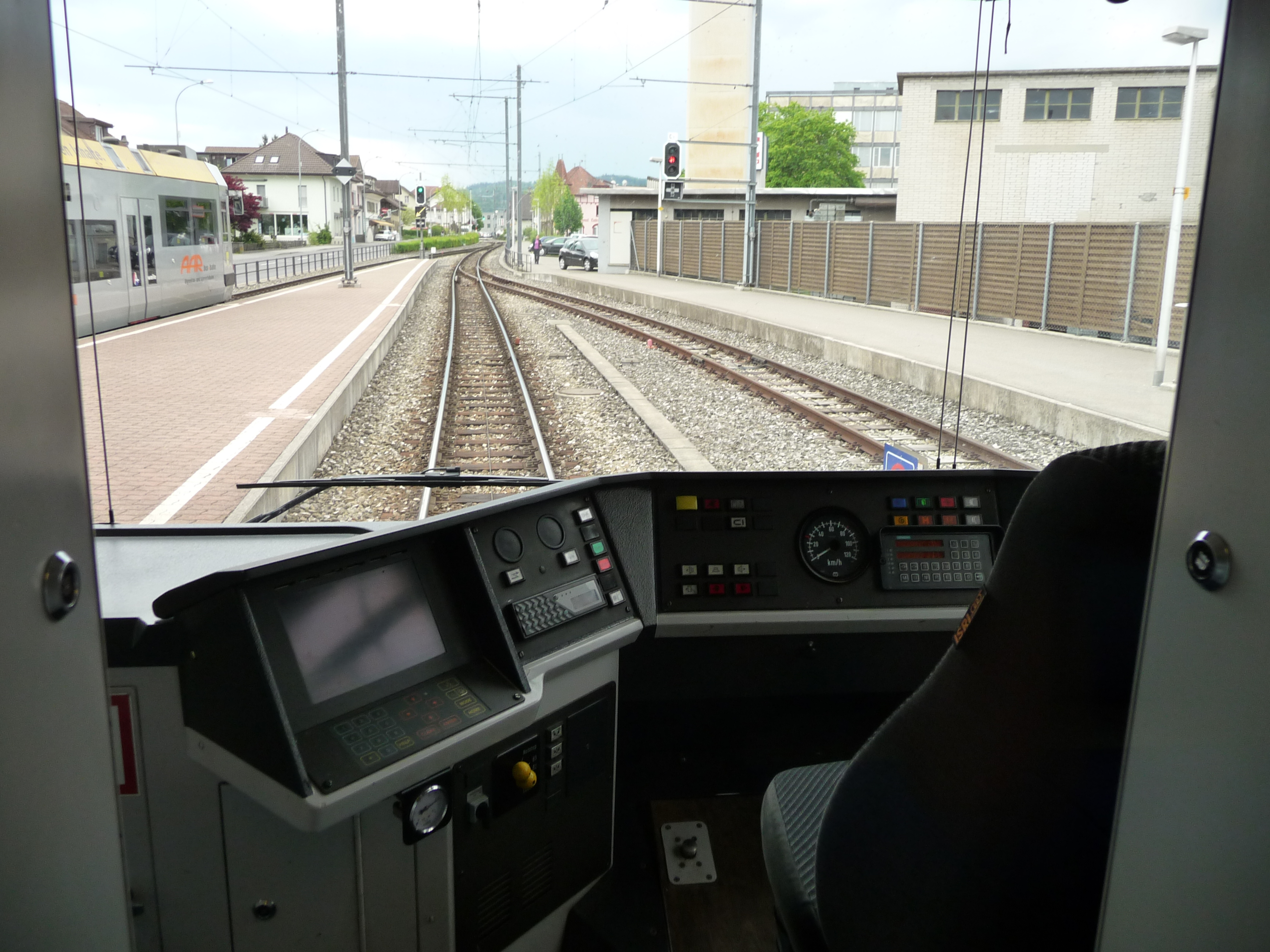
Stuurstand Be 4/8
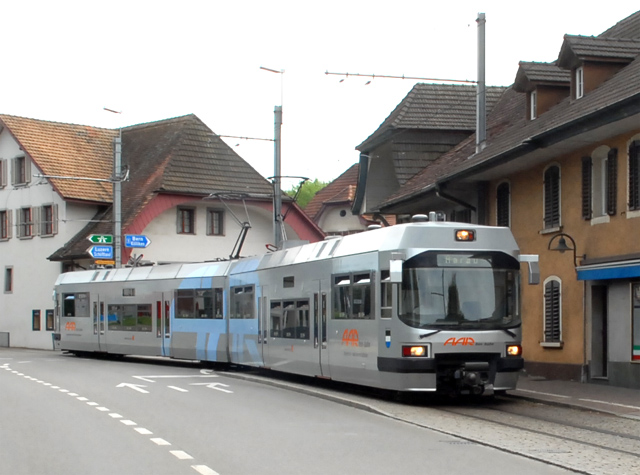
AAR Bus + Bahn Be 4/8 treinstel nr: 30 op 27 mei 2007 te Oberentfelden

vroeger Aarau-Schöftland-Bahn en Wynentalbahn

Elektrisch: treinstel (A)Be 4/8 · BDe 4/4 (09-14) · BDe 4/4 (15-27)

Rijtuigen: rijtuigen type B / Bt / BDt · ABt